# Tentaoculus haptricola
Tentaoculus haptricola är en snäckart som beskrevs av B.A. Marshall 1986. Tentaoculus haptricola ingår i släktet Tentaoculus och familjen Pseudococculinidae. Inga underarter finns listade i Catalogue of Life.